# Incidente della Mongolia Interna

Mongolia Interna

L'incidente della Mongolia Interna (內人黨事件T, 内人党事件S)，o l'epurazione del Partito Rivoluzionario Popolare della Mongolia Interna (內蒙古人民革命黨肅清事件T, 内蒙古人民革命党肃清事件S), è stata una massiccia epurazione politica durante la Rivoluzione culturale nella Mongolia Interna. L'epurazione è stata sostenuta dal Comitato Centrale del Partito Comunista Cinese ed è stata guidata da Teng Haiqing, un tenente generale (zhong jiang) dell'Esercito popolare di liberazione. Ha avuto luogo dal 1967 al 1969 durante il quale oltre un milione di persone sono state classificate come membri del già dissolto "Partito Rivoluzionario Popolare della Mongolia Interna", mentre il linciaggio e il massacro diretto hanno provocato la morte di decine di migliaia di persone, la maggior parte delle quali erano Mongoli.
Secondo la querela ufficiale della Procura suprema del popolo, avvenuta nel 1980 dopo la Rivoluzione culturale, durante l'epurazione furono arrestate 346.000 persone, 16.222 furono perseguitate a morte o uccise direttamente e oltre 81.000 rimasero permanentemente ferite (storpio per tutta la vita). Altre stime hanno indicato un bilancio delle vittime tra 20.000 e 100.000, mentre centinaia di migliaia sono stati arrestati e perseguitati e oltre un milione di persone sono state colpite.
Dopo la Rivoluzione culturale, l'epurazione fu considerata un "errore" e le sue vittime furono riabilitate dal Partito Comunista Cinese (PCC) durante il periodo "Boluan Fanzheng". Tuttavia, il comandante dell'epurazione, Teng Haiqing, non ha ricevuto alcun processo o punizione legale perché il Comitato Centrale del PCC pensava che Teng avesse ottenuto risultati militari nelle guerre passate. D'altra parte, alcuni affiliati di Teng hanno ricevuto varie pene detentive, con una delle principali affiliate mongole condannata a 15 anni di prigione.

## Sfondo storico

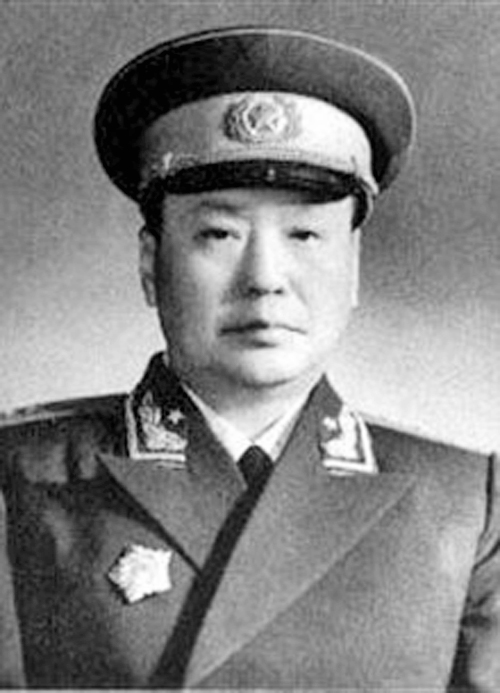
Ulanhu, il presidente fondatore della regione autonoma cinese della Mongolia interna, è stato perseguitato.

Il 16 maggio 1966, la Rivoluzione Culturale fu lanciata ufficialmente da Mao Zedong e dal Gruppo Centrale per la Rivoluzione Culturale. Dal 7 giugno al 20 luglio, Ulanhu, il presidente della regione autonoma cinese della Mongolia Interna, è stato ampiamente criticato come un "attivista anti-partito" e perseguitato. È stato anche criticato da leader centrali come Liu Shaoqi e Deng Xiaoping, che a loro volta furono presto perseguitati durante la Rivoluzione. Il 16 agosto, Ulan è stato licenziato dalle sue posizioni ed era agli "detenzione domiciliare" a Pechino.
Nel maggio 1967, Teng Haiqing (滕海清) divenne il leader della regione militare della Mongolia Interna. Il 27 luglio 1967, il ramo settentrionale del Comitato centrale del Partito Comunista Cinese annunciò che Ulanhu aveva commesso cinque crimini, tra cui antimaoismo, antisocialismo, separatismo e così via. Supportato da Lin Biao, Jiang Qing e Kang Sheng, Teng ha lanciato una massiccia epurazione che intendeva "scavare" il "veleno di Ulanhu" nella Mongolia interna.
Durante l'epurazione, il già dissolto "Partito Rivoluzionario Popolare (PRP) della Mongolia Interna" è stato affermato di essersi ristabilito e cresciuto al potere dal 1960. Ulanhu è stato accusato di essere il leader di tale partito. Almeno centinaia di migliaia di persone sono state classificate come membri del PRP, considerati separatisti e perseguitati. Durante l'epurazione, la lingua mongola fu bandita dalle pubblicazioni e i mongoli furono accusati di essere "i figli e gli eredi di Gengis Khan".

## Linciaggio e massacro

### Metodi di tortura e uccisione

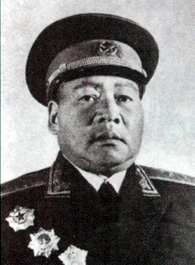
Il tenente generale Teng Haiqing era il comandante dell'epurazione della Mongolia Interna.

I metodi utilizzati per linciare e uccidere durante la purga includevano il marchio con ferri da stiro caldi, l'alimentazione di scarti di forno, la rimozione di fegati, l'impiccagione, il taglio di lingue e nasi, chiodi perforanti, vagine perforanti, versando acqua calda salina nelle ferite e altro ancora.

### Bilancio delle vittime
Secondo la querela ufficiale della Procura Suprema del Popolo nel 1980 dopo la Rivoluzione Culturale, durante l'epurazione furono arrestate 346.000 persone (il 75 per cento erano mongoli), oltre 16.000 furono perseguitate a morte e oltre 81.000 furono ferite e disabili in modo permanente.
Altre stime includono:
- Secondo lo studioso Ba He (巴赫): quasi 100.000 persone furono uccise, 700-800.000 furono arrestate e perseguitate e oltre un milione di persone furono implicate.[7]
- Secondo lo storico cinese Song Yongyi (宋永毅) della California State University, Los Angeles: una fonte non ufficiale sottolinea che il bilancio delle vittime era almeno di 40.000; 140.000 persone sono state permanentemente disabili e quasi 700.000 sono state perseguitate.[4]
- Secondo lo storico Lhamjab A. Borjigin (拉幕札部), arrestato dal governo cinese nel 2019 per aver condotto ricerche rilevanti: almeno 27.900 sono stati uccisi e 346.000 imprigionati e torturati.[9][11][17]

### Persone illustri uccise
- Ji Yatai, primo ambasciatore della Repubblica popolare cinese in Mongolia (1950-1953) e vicepresidente della regione autonoma della Mongolia interna.
- Ha Fenge, vicepresidente della Regione Autonoma della Mongolia Interna.
- Darijaya, vicepresidente del governo della Mongolia interna.

## Riabilitazione
Dopo la Rivoluzione Culturale, il nuovo leader supremo della Cina Deng Xiaoping salì al potere nel 1978 e diresse, insieme a Hu Yaobang e altri, una riabilitazione su larga scala di "casi ingiusti, falsi, errati (冤假错案)" avvenuti durante la Rivoluzione. L'incidente della Mongolia Interna è stato considerato un "errore" e le sue vittime sono state riabilitate dal Partito Comunista Cinese (PCC) nel 1979 durante il periodo "Boluan Fanzheng". L'intera epurazione è stata attribuita alla "Banda dei Quattro" e Lin Biao così come i suoi affiliati. I processi per la banda dei quattro iniziarono nel 1980.
Negli anni '80, ci furono chiamate a processo contro Teng Haiqing, il comandante dell'epurazione, ma il Comitato centrale del PCC pensava che Teng avesse ottenuto risultati militari durante le guerre in passato e non avrebbe dovuto assumersi la responsabilità dell'epurazione. D'altra parte, alcuni affiliati di Teng hanno ricevuto varie pene detentive, con una delle principali affiliate mongole, Wu'er Bagan (乌兰巴干), condannata a 15 anni di prigione.